# Suciu de Sus
Suciu de Sus é uma comuna romena localizada no distrito de Maramureș, na região histórica da Transilvânia. A comuna possui uma área de 114.69 km² e sua população era de 4048 habitantes segundo o censo de 2007.